# Julie Engelbrecht
Julie Charon Engelbrecht (30 de junio de 1984) es una actriz de cine y televisión nacida en Francia y nacionalizada alemana. Es hija de la actriz Constanze Engelbrecht.

## Carrera
Engelbrecht obtuvo reconocimiento por su interpretación de Valerie Ulmendorff en la miniserie de 2005 Mutig in die neuen Zeiten, actuación por la cual recibió un premio Undine a mejor actriz joven. En 2008 interpretó a Johanna Palmquist en la película para televisión Rasmus and Johanna, y a Ilse en la película The Red Baron. En 2009 realizó el papel de Elisabeth 'Lilly' Vogt en la película Berlin 36.
En 2015, junto a Mariah Bonner, protagonizó el vídeo oficial de la canción "Supergirl" de Anna Naklab y Alle Farben. Ese mismo año interpretó a la bruja reina en la película El último cazador de brujas, protagonizada por Vin Diesel y Elijah Wood.

## Filmografía

### Cine
- Before the Fall (2004) Katharina
- The Red Baron (2008) Ilse
- Berlin 36 (2009) Elisabeth 'Lilly' Vogt
- Die Tänzerin – Lebe deinen Traum (2011) Anna Castell
- 45 Minutes to Ramallah (2013) Olga
- Frei (2014) Eva
- Barbecue (2014) Julie
- Die Mamba (2014) Agente Triple D
- Nicholas on Holiday (2014) La jeune Allemande
- The Last Witch Hunter (2015) Reina bruja
- Beyond Valkyrie: Dawn of the Fourth Reich (2016) Elke Schroeder
- Ein Sommer in Südfrankreich (2016) Charlotte